# BMW R 20
BMW R20 – produkowany od 1937 do 1938 jednocylindrowy motocykl firmy BMW będący następcą modelu BMW R 2. Podobnie jak poprzednik był zwolniony z podatków i nie wymagał posiadania prawa jazdy.

## Historia
Sprzedano 5000 sztuk w cenie 725 Reichsmarek.

## Konstrukcja
Jednocylindrowy silnik górnozaworowy o mocy 8 KM. Suche sprzęgło jednotarczowe połączone z 3-biegową, ręcznie lub nożnie sterowaną skrzynią biegów. Napęd koła tylnego wałem Kardana. Rama z rur stalowych ze sztywnym zawieszeniem tylnego koła i teleskopowym przedniego koła. Prędkość maksymalna 95 km/h